# Éliminatoires de la Coupe d'Afrique des nations de football des moins de 20 ans 2023
Navigation
2021 2025
Les éliminatoires de la Coupe d'Afrique des nations des moins de 20 ans 2023 ont pour but de désigner les douze nations qui accompagneront lors du tournoi final. Ils se déroulent du 18 février au 12 mars 2023. Les équipes qualifiées à l'issue de ces éliminatoires sont les équipes suivantes.

## Équipes
Pour se qualifier, 44 sur 54 membres de la CAF ont participé au tournoi de qualification de leur zone.
| Zones                   | Qualifiée        | Équipes de la zone participantes | Équipes non participantes                                   |
| ----------------------- | ---------------- | --- | ----------------------------------------------------------- |
| Zone Nord (UNAF)        | 1 équipe + hôtes | - Algérie - Libye - Maroc - Tunisie (Q) | - Égypte (Q) (H)                                            |
| Zone Ouest A (UFOA A)   | 2 équipes        | - Gambie (Q) - Guinée - Guinée-Bissau - Mali - Mauritanie (H) - Sénégal (Q) - Sierra Leone - Cap-Vert - Liberia                                 |                                                             |
| Zone Ouest B (UFOA B)   | 2 équipes        | - Bénin (Q) - Burkina Faso - Ghana - Côte d'Ivoire - Niger (H) - Nigeria (Q) - Togo                                                             |                                                             |
| Zone Centrale (UNIFFAC) | 2 équipes        | - Cameroun - République centrafricaine (Q) - Congo (H) (Q) - RD Congo                                                                           | - Guinée équatoriale - Sao Tomé-et-Principe - Tchad - Gabon |
| Zone De L’Est (CECAFA)  | 2 équipes        | - Burundi - Djibouti - Soudan du Sud (Q) - Soudan (H) - Tanzanie - Éthiopie - Ouganda (Q)                                                       | - Kenya - Rwanda - Érythrée - Somalie                       |
| Zone Australe (COSAFA)  | 2 équipes        | - Angola - Botswana - Comores - Eswatini (H) - Lesotho - Malawi - Mozambique (Q) - Namibie - Afrique du Sud - Zambie (Q) - Maurice - Seychelles | - Zimbabwe - Madagascar                                     |

Notes
- (H): Pays hôte qualifié
- (Q): Équipe qualifié pour le tournoi des phases final

## Zone UNAF
L'Égypte accueilli le Tournoi UNAF U-20 2022, qui va également servir de qualification pour la Coupe d'Afrique des Nations U-20, du 18 au 24 Octobre 2022. Les matchs seront disputés à Suez en Égypte .
Le tirage au sort des rencontres a eu lieu le 20 juillet 2022. Les quatre  équipes ont été placées dans un seul groupe, le vainqueurs se qualifiant pour le tournoi final. L’Égypte pays hôte de la can-20 étant déjà qualifié une seule possibilité de qualification pour cette zones.
Toutes les heures sont locales, CET (UTC+1).
| Rang | Équipe  | Pts | J | G | N | P | Bp | Bc | Diff |
| ---- | ------- | --- | - | - | - | - | -- | -- | ---- |
| 1    | Tunisie | 5   | 3 | 1 | 2 | 0 | 5  | 4  | +1   |
| 2    | Maroc   | 4   | 3 | 1 | 1 | 1 | 2  | 1  | +1   |
| 3    | Libye   | 4   | 3 | 1 | 1 | 1 | 2  | 2  | 0    |
| 4    | Algérie | 2   | 3 | 0 | 2 | 1 | 5  | 7  | -2   |

| 18 octobre 2022 | Maroc | 0-0 | Tunisie | Stade de Suez, Suez              |                                  |
| 14h00 (UTC+1)   |       |     |         | Arbitrage : Omar Artan (Somalie) | Arbitrage : Omar Artan (Somalie) |

| 18 octobre 2022 | Libye        | 1-1 | Algérie       | Stade de Suez, Suez              |                                  |
| 14:00 (UTC+1)   | Bouchiba 61e |     | Dehilis 90+4e | Arbitrage : Naim Hosni (Tunisie) | Arbitrage : Naim Hosni (Tunisie) |

| 21 octobre 2022 | Algérie | 0-2 | Maroc                   | Stade de Suez, Suez                   |                                       |
| 14:00 (UTC+1)   |         |     | Lantaki 37e Sadik 90+6e | Arbitrage : Mahmoud El Banna (Égypte) | Arbitrage : Mahmoud El Banna (Égypte) |

| 21 octobre 2022 | Tunisie     | 1-0 | Libye | Stade de Suez, Suez             |                                 |
| 14:00 (UTC+1)   | Jertila 78e |     |       | Arbitrage : Jalal Jayed (Maroc) | Arbitrage : Jalal Jayed (Maroc) |

| 24 octobre 2022 | Maroc | 0-1 | Libye         | Stade Moubarak, Suez |  |
| 14:00 (UTC+1)   |       |     | Al Hbishi 81e |                      |  |

| 24 octobre 2022 | Algérie                                    | 4-4 | Tunisie                                     | Stade de Suez, Suez              |                                  |
| 14:00 (UTC+1)   | Ait Amer 34e Hamadi 80e 90+3e Boulbina 82e |     | Derbali 19e Abid 26e Senana 36e Jertila 67e | Arbitrage : Omar Artan (Somalie) | Arbitrage : Omar Artan (Somalie) |

## Zone UFOA A
La Mauritanie pays hôtes du Championnat U-20 UFOA Zone A les match seront disputés du 28 août au 11 septembre 2022. À Nouakchott au (Stade Cheikha Ould Boïdiya) est au (Stade olympique de Nouakchott).
Toutes les heures sont locales, GMT (UTC±0).

### Phase de groupes
Le tirage au sort de la phase de groupes a eu lieu le 20 juillet 2022 Calendrier du tournoi qualificatif Zone UFOA A pour la CAN U20 MAURITANIE 2023 Les neuf équipes ont été réparties en deux groupes un de quatre puis l’autre de cinq équipes.  Les vainqueurs et les finalistes de chaque groupe se qualifieront pour les demi-finales.

#### Groupe A
| Rang | Équipe        | Pts | J | G | N | P | Bp | Bc | Diff |
| ---- | ------------- | --- | - | - | - | - | -- | -- | ---- |
| 1    | Mali          | 7   | 3 | 2 | 1 | 0 | 6  | 1  | +5   |
| 2    | Mauritanie    | 7   | 3 | 2 | 1 | 0 | 5  | 2  | +3   |
| 3    | Sierra Leone  | 3   | 3 | 0 | 1 | 5 | 4  | 6  | -2   |
| 4    | Guinée-Bissau | 0   | 3 | 0 | 0 | 3 | 2  | 8  | -6   |

| 30 août 2022 | Mauritanie         | 2–1 | Guinée-Bissau   | Stade Cheikha Ould Boïdiya, Nouakchott |                                        |
| 17:30        | Abou 58e Ahmed 82e |     | J. da Silva 21e | Arbitrage : Alioune Sandigui (Sénégal) | Arbitrage : Alioune Sandigui (Sénégal) |
| 17:30        |                    |     |                 | Arbitrage : Alioune Sandigui (Sénégal) | Arbitrage : Alioune Sandigui (Sénégal) |

| 30 août 2022 | Sierra Leone | 0–3 | Mali                       | Stade Cheikha Ould Boïdiya, Nouakchott |                                       |
| 20:30        |              |     | A. Camara 4e 23e Koïta 33e | Arbitrage : Younoussa Camara (Guinée)  | Arbitrage : Younoussa Camara (Guinée) |
| 20:30        |              |     |                            | Arbitrage : Younoussa Camara (Guinée)  | Arbitrage : Younoussa Camara (Guinée) |

| 3 septembre 2022 | Sierra Leone | 0–2 | Mauritanie             | Stade Cheikha Ould Boïdiya, Nouakchott |                                       |
| 17:30            |              |     | Ahmed 41e M'Bareck 76e | Arbitrage : Emmanuel Mensah (Liberia)  | Arbitrage : Emmanuel Mensah (Liberia) |

| 3 septembre 2022 | Mali                  | 2–0 | Guinée-Bissau | Stade Cheikha Ould Boïdiya, Nouakchott |                                    |
| 20:30            | Sanogo 69e Berthé 89e |     |               | Arbitrage : Isatou Touray (Gambie)     | Arbitrage : Isatou Touray (Gambie) |
| 20:30            |                       |     |               | Arbitrage : Isatou Touray (Gambie)     | Arbitrage : Isatou Touray (Gambie) |

| 5 septembre 2022 | Guinée-Bissau | 1–4 | Sierra Leone                                     | Stade Olympique, Nouakchott            |                                        |
| 18:00            | Camará 42e    |     | M. Kamara 45+2e (pen.) 56e Lamin 65e Fofanah 79e | Arbitrage : Alioune Sandigui (Senegal) | Arbitrage : Alioune Sandigui (Senegal) |
| 18:00            |               |     |                                                  | Arbitrage : Alioune Sandigui (Senegal) | Arbitrage : Alioune Sandigui (Senegal) |

| 5 septembre 2022 | Mali        | 1–1 | Mauritanie  | Stade Cheikha Ould Boïdiya, Nouakchott |                                      |
| 18:00            | Dembélé 47e |     | Magassa 87e | Arbitrage : Abdoulaye Manet (Guinée)   | Arbitrage : Abdoulaye Manet (Guinée) |

#### Groupe B
| Rang | Équipe   | Pts | J | G | N | P | Bp | Bc | Diff |
| ---- | -------- | --- | - | - | - | - | -- | -- | ---- |
| 1    | Sénégal  | 10  | 4 | 3 | 1 | 0 | 9  | 3  | +6   |
| 2    | Gambie   | 7   | 4 | 2 | 1 | 1 | 6  | 2  | +4   |
| 3    | Guinée   | 7   | 4 | 2 | 1 | 1 | 9  | 6  | +3   |
| 4    | Cap vert | 3   | 4 | 1 | 0 | 3 | 2  | 10 | -8   |
| 5    | Liberia  | 1   | 4 | 0 | 1 | 3 | 7  | 12 | -5   |

| 28 août 2022 | Cap-Vert                       | 2–1 | Liberia | Stade Cheikha Ould Boïdiya, Nouakchott |                                    |
| 17:30        | Tutucho 7e (pen.) Maurício 41e |     | Teah 9e | Arbitrage : Ousmane Diakaté (Mali)     | Arbitrage : Ousmane Diakaté (Mali) |

| 29 août 2022 | Sénégal                         | 3–1 | Guinée         | Stade Cheikha Ould Boïdiya, Nouakchott |                                       |
| 20:30        | Ngom 11e M. Mbaye 23e Basse 41e |     | Bangoura 45+1e | Arbitrage : Babacar Sarr (Mauritanie)  | Arbitrage : Babacar Sarr (Mauritanie) |
| 20:30        |                                 |     |                | Arbitrage : Babacar Sarr (Mauritanie)  | Arbitrage : Babacar Sarr (Mauritanie) |

| 30 août 2022 | Gambie       | 2–0 | Cap-Vert | Stade olympique de Nouakchott        |                                      |
| 17:30        | Sowe 24e 74e |     |          | Arbitrage : Moussa Diou (Mauritanie) | Arbitrage : Moussa Diou (Mauritanie) |

| 30 août 2022 | Liberia      | 2–2 | Sénégal                     | Stade olympique de Nouakchott          |                                        |
| 20:30        | Gono 38e 79e |     | S. Diallo 21e P. Diallo 32e | Arbitrage : Sory Ibrahima Keita (Mali) | Arbitrage : Sory Ibrahima Keita (Mali) |

| 1er septembre 2022 | Guinée                                          | 4–0 | Cap-Vert | Stade Cheikha Ould Boïdiya, Nouakchott |                                    |
| 17:30              | Bangoura 15e A. Bah 18e A. Camara 61e Touré 71e |     |          | Arbitrage : Ousmane Diakaté (Mali)     | Arbitrage : Ousmane Diakaté (Mali) |
| 17:30              |                                                 |     |          | Arbitrage : Ousmane Diakaté (Mali)     | Arbitrage : Ousmane Diakaté (Mali) |

| 1er septembre 2022 | Gambie                                | 4–1 | Liberia  | Stade Cheikha Ould Boïdiya, Nouakchott    |                                           |
| 20:30              | Bojang 17e Faal 33e Jobe 51e Mbye 88e |     | Teah 21e | Arbitrage : Mohamed Koroma (Sierra Leone) | Arbitrage : Mohamed Koroma (Sierra Leone) |

| 3 septembre 2022 | Sénégal                               | 3–0 | Cap-Vert | Stade olympique de Nouakchott        |                                      |
| 17:30            | P. Diallo 7e Ngom 76e (pen.) Diop 80e |     |          | Arbitrage : Moussa Diou (Mauritanie) | Arbitrage : Moussa Diou (Mauritanie) |
| 17:30            |                                       |     |          | Arbitrage : Moussa Diou (Mauritanie) | Arbitrage : Moussa Diou (Mauritanie) |

| 3 septembre 2022 | Gambie | 0–0 | Guinée | Stade olympique de Nouakchott         |                                       |
| 20:30            |        |     |        | Arbitrage : Babacar Sarr (Mauritanie) | Arbitrage : Babacar Sarr (Mauritanie) |
| 20:30            |        |     |        | Arbitrage : Babacar Sarr (Mauritanie) | Arbitrage : Babacar Sarr (Mauritanie) |

| 6 septembre 2022 | Liberia                         | 3–4 | Guinée                                 | Stade olympique de Nouakchott          |                                        |
| 18:00            | Harrison 9e 66e (pen.) Teah 71e |     | Touré 7e 29e M. Camara 39e Keita 45+2e | Arbitrage : Sory Ibrahima Keita (Mali) | Arbitrage : Sory Ibrahima Keita (Mali) |
| 18:00            |                                 |     |                                        | Arbitrage : Sory Ibrahima Keita (Mali) | Arbitrage : Sory Ibrahima Keita (Mali) |

| 6 septembre 2022 | Sénégal             | 1–0 | Gambie | Stade Cheikha Ould Boïdiya, Nouakchott |                                    |
| 18:00            | S. Diallo 6e (pen.) |     |        | Arbitrage : Ousmane Diakaté (Mali)     | Arbitrage : Ousmane Diakaté (Mali) |
| 18:00            |                     |     |        | Arbitrage : Ousmane Diakaté (Mali)     | Arbitrage : Ousmane Diakaté (Mali) |

### Tableau final
|  | Demi-finales                                            | Demi-finales                                            | Demi-finales                                            | Demi-finales                                            |        |        | Finale                                                   | Finale                                                   | Finale                                                   | Finale                                                   |
|  |                                                         |                                                         |                                                         |                                                         |        |        |                                                          |                                                          |                                                          |                                                          |
|  | 9 septembre 2022, Stade Cheikha Ould Boïdiya Nouakchott | 9 septembre 2022, Stade Cheikha Ould Boïdiya Nouakchott | 9 septembre 2022, Stade Cheikha Ould Boïdiya Nouakchott | 9 septembre 2022, Stade Cheikha Ould Boïdiya Nouakchott |        |        | 11 septembre 2022, Stade Cheikha Ould Boïdiya Nouakchott | 11 septembre 2022, Stade Cheikha Ould Boïdiya Nouakchott | 11 septembre 2022, Stade Cheikha Ould Boïdiya Nouakchott | 11 septembre 2022, Stade Cheikha Ould Boïdiya Nouakchott |
|  | Mali                                                    | Mali                                                    | 1 (2)                                                   | 1 (2)                                                   |        |        | 11 septembre 2022, Stade Cheikha Ould Boïdiya Nouakchott | 11 septembre 2022, Stade Cheikha Ould Boïdiya Nouakchott | 11 septembre 2022, Stade Cheikha Ould Boïdiya Nouakchott | 11 septembre 2022, Stade Cheikha Ould Boïdiya Nouakchott |
|  | Mali                                                    | Mali                                                    | 1 (2)                                                   | 1 (2)                                                   |        |        | 11 septembre 2022, Stade Cheikha Ould Boïdiya Nouakchott | 11 septembre 2022, Stade Cheikha Ould Boïdiya Nouakchott | 11 septembre 2022, Stade Cheikha Ould Boïdiya Nouakchott | 11 septembre 2022, Stade Cheikha Ould Boïdiya Nouakchott |
|  | Gambie                                                  | Gambie                                                  | 1 (4)                                                   | 1 (4)                                                   |        |        | 11 septembre 2022, Stade Cheikha Ould Boïdiya Nouakchott | 11 septembre 2022, Stade Cheikha Ould Boïdiya Nouakchott | 11 septembre 2022, Stade Cheikha Ould Boïdiya Nouakchott | 11 septembre 2022, Stade Cheikha Ould Boïdiya Nouakchott |
|  | Gambie                                                  | Gambie                                                  | 1 (4)                                                   | 1 (4)                                                   | Gambie | Gambie | 0                                                        | 0                                                        |                                                          |                                                          |
|  | 9 septembre 2022, Stade Cheikha Ould Boïdiya Nouakchott |                                                         |                                                         |                                                         | Gambie | Gambie | 0                                                        | 0                                                        |                                                          |                                                          |
|  |                                                         |                                                         | Sénégal                                                 | Sénégal                                                 | 1      | 1      |                                                          |                                                          |                                                          |                                                          |
|  | Sénégal                                                 | Sénégal                                                 | Sénégal                                                 | Sénégal                                                 | 1      | 1      | 4                                                        | 4                                                        |                                                          |                                                          |
|  | Sénégal                                                 | Sénégal                                                 |                                                         |                                                         |        |        |                                                          | 4                                                        |                                                          |                                                          |
|  | Mauritanie                                              | Mauritanie                                              | 1                                                       | 1                                                       |        |        |                                                          |                                                          |                                                          |                                                          |
|  | Mauritanie                                              | Mauritanie                                              | 1                                                       | 1                                                       |        |        |                                                          |                                                          |                                                          |                                                          |

#### Demi-finals
| 9 septembre 2022 | Mali                                  | 1–1             | Gambie                              | Stade Cheikha Ould Boïdiya, Nouakchott |                                       |
| 17:30            |                                       |                 |                                     | Arbitrage : Emmanuel Mensah (Liberia)  | Arbitrage : Emmanuel Mensah (Liberia) |
| 17:30            | M. Camara M. Traoré Sanogo · C. Keita | Tirs au but 2-4 | Saine Mbye Gibba Colley · Saidykhan | Arbitrage : Emmanuel Mensah (Liberia)  | Arbitrage : Emmanuel Mensah (Liberia) |

| 9 septembre 2022 | Sénégal                                  | 4–1 | Mauritanie      | Stade Cheikha Ould Boïdiya, Nouakchott |                                      |
| 20:30            | P. Diallo 4e S. Diallo 18e Diouf 74e 76e |     | Ahmed Beyat 64e | Arbitrage : Abdoulaye Manet (Guinée)   | Arbitrage : Abdoulaye Manet (Guinée) |

#### Final
| 11 septembre 2022 | Gambie | 0 - 1 | Sénégal          | Stade Cheikha Ould Boïdiya Nouakchott |  |
| 18:00             |        |       | 63e Samba Diallo |                                       |  |

## Zone UFOA B
Les qualificatifs UFOA Zone B pour la Coupe d'Afrique des Nations U-20 est prévus du 7 mai au 20 mai. a Niamey au Niger Les matches se sont disputés au (Stade Général-Seyni-Kountché) 
Toutes les heures sont locales, GMT (UTC+01:00).

### Groupe A
| Rang | Équipe        | Pts | J | G | N | P | Bp | Bc | Diff |
| ---- | ------------- | --- | - | - | - | - | -- | -- | ---- |
| 1    | Bénin         | 7   | 3 | 2 | 1 | 0 | 2  | 0  | +2   |
| 2    | Côte d’Ivoire | 6   | 3 | 2 | 0 | 1 | 3  | 1  | +2   |
| 3    | Niger         | 4   | 3 | 1 | 1 | 1 | 1  | 0  | +1   |
| 4    | Togo          | 0   | 3 | 0 | 0 | 3 | 0  | 4  | -4   |

| 7 mai 2022    | Niger | 0–1 | Côte d'Ivoire | Stade Général Seyni Kountché, Niamey |                                   |
| 17:00 (UTC+1) |       |     | Traoré 52e    | Arbitrage : Issa Mouhamed (Benin)    | Arbitrage : Issa Mouhamed (Benin) |

| 7 mai 2022    | Togo | 0–1 | Bénin    | Stade Général Seyni Kountché, Niamey |                                  |
| 20:00 (UTC+1) |      |     | Edou 61e | Arbitrage : Charles Bulu (Ghana)     | Arbitrage : Charles Bulu (Ghana) |

| 10 mai 2022   | Côte d'Ivoire | 2–0 | Togo | Stade Général Seyni Kountché, Niamey |                                     |
| 17:00 (UTC+1) | Traoré 7e 74e |     |      | Arbitrage : Joseph Ogabor (Nigeria)  | Arbitrage : Joseph Ogabor (Nigeria) |

| 10 mai 2022   | Bénin | 0–0 | Niger | Stade Général Seyni Kountché, Niamey     |                                          |
| 20:00 (UTC+1) |       |     |       | Arbitrage : Hamidou Diero (Burkina Faso) | Arbitrage : Hamidou Diero (Burkina Faso) |

| 13 mai 2022   | Bénin         | 1–0 | Côte d'Ivoire | Stade Municipal, Niamey              |                                      |
| 16:45 (UTC+1) | Assolohan 34e |     |               | Arbitrage : Vincentia Amedome (Togo) | Arbitrage : Vincentia Amedome (Togo) |

| 13 mai 2022   | Niger      | 1–0 | Togo | Stade Général Seyni Kountché, Niamey              |                                                   |
| 16:45 (UTC+1) | Salifou 2e |     |      | Arbitrage : Clement Franklin Kpan (Côte d’Ivoire) | Arbitrage : Clement Franklin Kpan (Côte d’Ivoire) |

### Groupe B
| Rang | Équipe       | Pts | J | G | N | P | Bp | Bc | Diff |
| ---- | ------------ | --- | - | - | - | - | -- | -- | ---- |
| 1    | Nigeria      | 4   | 2 | 1 | 1 | 0 | 4  | 2  | +2   |
| 1    | Burkina Faso | 4   | 2 | 2 | 1 | 0 | 4  | 3  | +1   |
| 2    | Ghana        | 0   | 2 | 0 | 0 | 2 | 1  | 4  | -3   |

| 8 mai 2022    | Ghana | 0–2 | Nigeria                   | Stade Général-Seyni-Kountché, Niamey              |                                                   |
| 17:00 (UTC+1) |       |     | Muhammad 5e Abdullahi 72e | Arbitrage : Clement Franklin Kpan (Côte d’Ivoire) | Arbitrage : Clement Franklin Kpan (Côte d’Ivoire) |

| 11 mai 2022   | Nigeria                        | 2–2 | Burkina Faso               | Stade Général Seyni Kountché, Niamey    |                                         |
| 17:00 (UTC+1) | Muhammad 24e Yahaya 70e (pen.) |     | Zagré 60e (pen.) Kalou 82e | Arbitrage : Moussa Ahmadou Alou (Niger) | Arbitrage : Moussa Ahmadou Alou (Niger) |

| 14 mai 2022   | Burkina Faso       | 2–1 | Ghana     | Stade Général Seyni Kountché, Niamey |                                      |
| 16:45 (UTC+1) | Ky 33e Zagré 90+3e |     | Sarfo 45e | Arbitrage : Komlanvi Aklassou (Togo) | Arbitrage : Komlanvi Aklassou (Togo) |

### Tableau final
|  | Demi-finales                                      | Demi-finales                                     | Demi-finales                                     | Demi-finales                                     |                               |       | Finale                                            | Finale                                            | Finale                                            | Finale                                            |
|  |                                                   |                                                  |                                                  |                                                  |                               |       |                                                   |                                                   |                                                   |                                                   |
|  | 17 mai 2022, Stade Général-Seyni-Kountché,Niamey  | 17 mai 2022, Stade Général-Seyni-Kountché,Niamey | 17 mai 2022, Stade Général-Seyni-Kountché,Niamey | 17 mai 2022, Stade Général-Seyni-Kountché,Niamey |                               |       | 20 mai 2022, Stade Général-Seyni-Kountché, Niamey | 20 mai 2022, Stade Général-Seyni-Kountché, Niamey | 20 mai 2022, Stade Général-Seyni-Kountché, Niamey | 20 mai 2022, Stade Général-Seyni-Kountché, Niamey |
|  | Bénin                                             | Bénin                                            | (2)                                              | (2)                                              |                               |       | 20 mai 2022, Stade Général-Seyni-Kountché, Niamey | 20 mai 2022, Stade Général-Seyni-Kountché, Niamey | 20 mai 2022, Stade Général-Seyni-Kountché, Niamey | 20 mai 2022, Stade Général-Seyni-Kountché, Niamey |
|  | Bénin                                             | Bénin                                            | (2)                                              | (2)                                              |                               |       | 20 mai 2022, Stade Général-Seyni-Kountché, Niamey | 20 mai 2022, Stade Général-Seyni-Kountché, Niamey | 20 mai 2022, Stade Général-Seyni-Kountché, Niamey | 20 mai 2022, Stade Général-Seyni-Kountché, Niamey |
|  | Burkina Faso                                      | Burkina Faso                                     | (1)                                              | (1)                                              |                               |       | 20 mai 2022, Stade Général-Seyni-Kountché, Niamey | 20 mai 2022, Stade Général-Seyni-Kountché, Niamey | 20 mai 2022, Stade Général-Seyni-Kountché, Niamey | 20 mai 2022, Stade Général-Seyni-Kountché, Niamey |
|  | Burkina Faso                                      | Burkina Faso                                     | (1)                                              | (1)                                              | Bénin                         | Bénin | 1                                                 | 1                                                 |                                                   |                                                   |
|  | 17 mai 2022, Stade Général-Seyni-Kountché, Niamey |                                                  |                                                  |                                                  | Bénin                         | Bénin | 1                                                 | 1                                                 |                                                   |                                                   |
|  |                                                   |                                                  | Nigeria                                          | Nigeria                                          | 3                             | 3     |                                                   |                                                   |                                                   |                                                   |
|  | Nigeria                                           | Nigeria                                          | Nigeria                                          | Nigeria                                          | 3                             | 3     | (2)                                               | (2)                                               |                                                   |                                                   |
|  | Nigeria                                           | Nigeria                                          |                                                  |                                                  |                               |       |                                                   | (2)                                               |                                                   |                                                   |
|  | Côte d'Ivoire                                     | Côte d'Ivoire                                    | 1                                                | 1                                                |                               |       |                                                   |                                                   |                                                   |                                                   |
|  | Côte d'Ivoire                                     | Côte d'Ivoire                                    | 1                                                | 1                                                | Match pour la troisième place |       |                                                   |                                                   |                                                   |                                                   |
|  |                                                   |                                                  |                                                  |                                                  |                               |       |                                                   |                                                   |                                                   |                                                   |
|  | 20 mai 2022, Stade Général-Seyni-Kountché, Niamey |                                                  |                                                  |                                                  |                               |       |                                                   |                                                   |                                                   |                                                   |
|  | Burkina Faso                                      | Burkina Faso                                     | 2                                                | 2                                                |                               |       |                                                   |                                                   |                                                   |                                                   |
|  | Burkina Faso                                      | Burkina Faso                                     | 2                                                | 2                                                |                               |       |                                                   |                                                   |                                                   |                                                   |
|  | Côte d'Ivoire                                     | Côte d'Ivoire                                    | 0                                                | 0                                                |                               |       |                                                   |                                                   |                                                   |                                                   |
|  | Côte d'Ivoire                                     | Côte d'Ivoire                                    | 0                                                | 0                                                |                               |       |                                                   |                                                   |                                                   |                                                   |

#### Demi-finals
| 17 mai 2022   | Bénin                   | 2–1 | Burkina Faso | Stade Général Seyni Kountché, Niamey    |                                         |
| 17:00 (UTC+1) | Tonguï 95e Ibrahim 112e |     | Dao 120e     | Arbitrage : Moussa Ahmadou Alou (Niger) | Arbitrage : Moussa Ahmadou Alou (Niger) |

| 17 mai 2022   | Nigeria                    | 2–1 | Côte d'Ivoire | Stade Général Seyni Kountché, Niamey |                                  |
| 20:30 (UTC+1) | Daga 4e Yahaya 109e (pen.) |     | Traoré 44e    | Arbitrage : Charles Bulu (Ghana)     | Arbitrage : Charles Bulu (Ghana) |

#### Troisième place
| 20 mai 2022   | Burkina Faso  | 2–0 | Côte d'Ivoire | Stade Général Seyni Kountché, Niamey |                                   |
| 17:00 (UTC+1) | Dicko 15e 53e |     |               | Arbitrage : Issa Mouhamed (Benin)    | Arbitrage : Issa Mouhamed (Benin) |

#### Final
| 20 mai 2022   | Bénin    | 1–3 | Nigeria                         | Stade Général Seyni Kountché, Niamey     |                                          |
| 20:30 (UTC+1) | Edou 83e |     | Ojo 38e (pen.) 68e Muhammad 78e | Arbitrage : Hamidou Diero (Burkina Faso) | Arbitrage : Hamidou Diero (Burkina Faso) |

## Zone UNIFFAC
La Zone Centre de L’UNIFFAC pour les qualification pour la Coupe d'Afrique des Nations U-20 initialement prévue le 7 au 18 décembre 2022. La fin du tournoi Sera reconduit au 14 décembre à la suite des désistements de l’équipe de São Tomé  de la Guinée Équatoriale et du Tchad Le restes restera inchangée les matches se déroulent au République du Congo.
Toutes les heures sont locales, GMT (UTC+01:00).

### Groupe
| Rang | Équipe       | Pts | J | G | N | P | Bp | Bc | Diff |
| ---- | ------------ | --- | - | - | - | - | -- | -- | ---- |
| 1    | Congo        | 7   | 3 | 2 | 1 | 0 | 7  | 2  | +5   |
| 2    | Centrafrique | 6   | 3 | 2 | 0 | 1 | 3  | 2  | +1   |
| 3    | Cameroun     | 2   | 3 | 0 | 2 | 1 | 2  | 3  | -1   |
| 4    | RD Congo     | 1   | 3 | 0 | 1 | 2 | 1  | 5  | -4   |

| 8 décembre 2022   | Congo       | 1–1 | Cameroun         | Stade Alphonse-Massamba-Débat, Brazzaville |  |
| 15:00 (UTC+01:00) | Ndecket 38e |     | Kaïba 26e (pen.) |                                            |  |

| 8 décembre 2022   | RD Congo | 0–1 | République centrafricaine | Stade Alphonse-Massamba-Débat, Brazzaville |  |
| 18:00 (UTC+01:00) |          |     | Gbenou 30e                |                                            |  |

| 11 décembre 2022  | République centrafricaine | 1–3 | Congo                                    | Stade Alphonse-Massamba-Débat, Brazzaville |  |
| 15:00 (UTC+01:00) | Gbenou 4e                 |     | Nguesso 2e Bassinga 45+2e Loulendo 90+6e |                                            |  |

| 11 décembre 2022  | Cameroun | 1–1 | RD Congo     | Stade Alphonse-Massamba-Débat, Brazzaville |  |
| 18:00 (UTC+01:00) | Bil 45+3e |     | Malanaga 60e |                                            |  |
| 18:00 (UTC+01:00) | https://actucameroun.com/2022/12/12/tournoi-uniffac-u20-victoire-imperative-pour-les-lions-u20-face-a-la-centrafrique-ce-mercredi/ |     |              |                                            |  |

| 14 décembre 2022  | République centrafricaine | 1–0 | Cameroun | Stade Alphonse-Massamba-Débat, Brazzaville |  |
| 15:00 (UTC+01:00) | Pougui 47e                |     |          |                                            |  |

| 14 décembre 2022  | Congo                                      | 3–0 | RD Congo | Stade Alphonse-Massamba-Débat, Brazzaville |  |
| 18:00 (UTC+01:00) | Nguesso 15e Bassinga 59e Sousou 85e (pen.) |     |          |                                            |  |

## Zone CECAFA
Les Qualifications de la zones CECAFA pour la Coupe d'Afrique des Nations U-20 seront organisée au Soudan entre le 28 Octobre et au 11 novembre 2022.
Toutes les heures sont locales, L’Est (UTC+3).

### Groupe A
| Rang | Équipe        | Pts | J | G | N | P | Bp | Bc | Diff |
| ---- | ------------- | --- | - | - | - | - | -- | -- | ---- |
| 1    | Soudan        | 7   | 3 | 2 | 1 | 0 | 2  | 0  | +2   |
| 2    | Soudan Du Sud | 5   | 3 | 1 | 2 | 0 | 1  | 0  | +1   |
| 3    | Burundi       | 4   | 3 | 1 | 1 | 1 | 5  | 1  | +4   |
| 4    | Djibouti      | 0   | 3 | 0 | 0 | 3 | 0  | 7  | -7   |

| 28 octobre 2022 | Djibouti | 0–5 | Burundi                                         | Al Hilal Stadium, Omdurman          |                                     |
| 16:00 (UTC+3)   |          |     | Nibikora 62e 77e 82e Nimbona 63e Nkurunziza 84e | Arbitrage : William Oloya (Ouganda) | Arbitrage : William Oloya (Ouganda) |

| 28 octobre 2022 | Soudan | 0–0 | Soudan du Sud | Al Hilal Stadium, Omdurman                 |                                            |
| 19:00 (UTC+3)   |        |     |               | Arbitrage : Retselisitsoe Molise (Lesotho) | Arbitrage : Retselisitsoe Molise (Lesotho) |

| 1er novembre 2022 | Burundi | 0–0 | Soudan du Sud | Al Hilal Stadium , Omdurman               |                                           |
| 16:00 (UTC+3)     |         |     |               | Arbitrage : Haileyesus Bazezew (Éthiopie) | Arbitrage : Haileyesus Bazezew (Éthiopie) |

| 1er novembre 2022 | Djibouti | 0–1 | Soudan   | Al Hilal Stadium, Omdurman                |                                           |
| 19:00 (UTC+3)     |          |     | Toto 23e | Arbitrage : Abdulwahid Huraywidah (Libye) | Arbitrage : Abdulwahid Huraywidah (Libye) |

| 5 novembre 2022 | Soudan du Sud   | 1–0 | Djibouti | Kober Stadium, Khartoum                    |                                            |
| 16:00 (UTC+3)   | Loro 80e (pen.) |     |          | Arbitrage : Retselisitsoe Molise (Lesotho) | Arbitrage : Retselisitsoe Molise (Lesotho) |

| 5 novembre 2022 | Burundi | 0–1 | Soudan   | Al Hilal Stadium, Omdurman                 |                                            |
| 16:00 (UTC+3)   |         |     | Omar 75e | Arbitrage : Tuoniféré Soro (Cote D’Ivoire) | Arbitrage : Tuoniféré Soro (Cote D’Ivoire) |

### Groupe B
| Rang | Équipe   | Pts | J | G | N | P | Bp | Bc | Diff |
| ---- | -------- | --- | - | - | - | - | -- | -- | ---- |
| 1    | Éthiopie | 4   | 2 | 1 | 1 | 0 | 3  | 2  | +1   |
| 2    | Ouganda  | 3   | 2 | 1 | 0 | 1 | 2  | 1  | +1   |
| 3    | Tanzanie | 1   | 2 | 0 | 1 | 1 | 2  | 4  | -2   |

| 29 octobre 2022 | Ouganda                    | 2–0 | Tanzanie | Al-Hilal Stadium, Omdurman                 |                                            |
| 18:00 (UTC+3)   | Ssematimba 32e Mugisha 35e |     |          | Arbitrage : Tuoniféré Soro (Cote D’Ivoire) | Arbitrage : Tuoniféré Soro (Cote D’Ivoire) |

| 2 novembre 2022 | Tanzanie              | 2–2 | Éthiopie             | Al-Hilal Stadium, Omdurman               |                                          |
| 18:00 (UTC+3)   | Mhilu 20e Makambo 48e |     | Tarekegn 31e Ali 87e | Arbitrage : Thierry Nkurunziza (Burundi) | Arbitrage : Thierry Nkurunziza (Burundi) |

| 5 novembre 2022 | Éthiopie | 1–0 | Ouganda |                                         |                                         |
| 19:00 (UTC+3)   | Ali 60e  |     |         | Arbitrage : Abdalaziz Estalgoo (Soudan) | Arbitrage : Abdalaziz Estalgoo (Soudan) |

### Tableau final
|  | Demi-finales                                 | Demi-finales                       | Demi-finales                       | Demi-finales                       |                               |               | Finale                                       | Finale                                       | Finale                                       | Finale                                       |
|  |                                              |                                    |                                    |                                    |                               |               |                                              |                                              |                                              |                                              |
|  | 8 novembre 2022, Al Hilal Stadium,           | 8 novembre 2022, Al Hilal Stadium, | 8 novembre 2022, Al Hilal Stadium, | 8 novembre 2022, Al Hilal Stadium, |                               |               | 11 novembre 2022, Al Hilal Stadium, Omdurman | 11 novembre 2022, Al Hilal Stadium, Omdurman | 11 novembre 2022, Al Hilal Stadium, Omdurman | 11 novembre 2022, Al Hilal Stadium, Omdurman |
|  | Éthiopie                                     | Éthiopie                           | (2) 2                              | (2) 2                              |                               |               | 11 novembre 2022, Al Hilal Stadium, Omdurman | 11 novembre 2022, Al Hilal Stadium, Omdurman | 11 novembre 2022, Al Hilal Stadium, Omdurman | 11 novembre 2022, Al Hilal Stadium, Omdurman |
|  | Éthiopie                                     | Éthiopie                           | (2) 2                              | (2) 2                              |                               |               | 11 novembre 2022, Al Hilal Stadium, Omdurman | 11 novembre 2022, Al Hilal Stadium, Omdurman | 11 novembre 2022, Al Hilal Stadium, Omdurman | 11 novembre 2022, Al Hilal Stadium, Omdurman |
|  | Soudan du Sud                                | Soudan du Sud                      | (2) 4                              | (2) 4                              |                               |               | 11 novembre 2022, Al Hilal Stadium, Omdurman | 11 novembre 2022, Al Hilal Stadium, Omdurman | 11 novembre 2022, Al Hilal Stadium, Omdurman | 11 novembre 2022, Al Hilal Stadium, Omdurman |
|  | Soudan du Sud                                | Soudan du Sud                      | (2) 4                              | (2) 4                              | Soudan du Sud                 | Soudan du Sud | 1                                            | 1                                            |                                              |                                              |
|  | 8 novembre 2022, Kober Stadium, Khartoum,    |                                    |                                    |                                    | Soudan du Sud                 | Soudan du Sud | 1                                            | 1                                            |                                              |                                              |
|  |                                              |                                    | Ouganda                            | Ouganda                            | 2                             | 2             |                                              |                                              |                                              |                                              |
|  | Soudan                                       | Soudan                             | Ouganda                            | Ouganda                            | 2                             | 2             | 0                                            | 0                                            |                                              |                                              |
|  | Soudan                                       | Soudan                             |                                    |                                    |                               |               |                                              | 0                                            |                                              |                                              |
|  | Ouganda                                      | Ouganda                            | 2                                  | 2                                  |                               |               |                                              |                                              |                                              |                                              |
|  | Ouganda                                      | Ouganda                            | 2                                  | 2                                  | Match pour la troisième place |               |                                              |                                              |                                              |                                              |
|  |                                              |                                    |                                    |                                    |                               |               |                                              |                                              |                                              |                                              |
|  | 11 novembre 2022, Al Hilal Stadium, Omdurman |                                    |                                    |                                    |                               |               |                                              |                                              |                                              |                                              |
|  | Éthiopie                                     | Éthiopie                           | 1                                  | 1                                  |                               |               |                                              |                                              |                                              |                                              |
|  | Éthiopie                                     | Éthiopie                           | 1                                  | 1                                  |                               |               |                                              |                                              |                                              |                                              |
|  | Soudan                                       | Soudan                             | 2                                  | 2                                  |                               |               |                                              |                                              |                                              |                                              |
|  | Soudan                                       | Soudan                             | 2                                  | 2                                  |                               |               |                                              |                                              |                                              |                                              |

#### Demi-finales
| 8 novembre 2022 | Soudan | 0–2 | Ouganda                 | Kober Stadium, Khartoum               |                                       |
| 20:00 (UTC+3)   |        |     | Torach 56e Mugulusi 71e | Arbitrage : Saddam Mansour (Djibouti) | Arbitrage : Saddam Mansour (Djibouti) |

| 8 novembre 2022              | Éthiopie                      | 2–2                                   | Soudan du Sud              | Al Hilal Stadium, Omdurman                |                                           |
|                              | Tarekegn 9e (pen.) Abate 107e |                                       | Loro 18e (pen.) Felix 111e | Arbitrage : Abdulwahid Huraywidah (Libye) | Arbitrage : Abdulwahid Huraywidah (Libye) |
| Wabela Abate Shamena · Dawit | Tirs au but 2–4               | Talafun Lual · Lukciir · Loro · Sebit |                            | Arbitrage : Abdulwahid Huraywidah (Libye) | Arbitrage : Abdulwahid Huraywidah (Libye) |

#### 3eplace
| 11 novembre 2022 | Éthiopie     | 1–2 | Soudan                   | Al-Hilal Stadium, Omdurman          |                                     |
| 16:00 (UTC+3)    | Gezahegn 56e |     | Legese 38e (csc) Ali 62e | Arbitrage : William Oloya (Ouganda) | Arbitrage : William Oloya (Ouganda) |

#### Finale
| 11 novembre 2022 | Soudan du Sud | 1–2 | Ouganda                    | Al-Hilal Stadium, Omdurman              |                                         |
| 19:30 (UTC+3)    | Felix 15e     |     | Bugembe 22e Ssematimba 62e | Arbitrage : Abdalaziz Estalgoo (Soudan) | Arbitrage : Abdalaziz Estalgoo (Soudan) |

## Zone COSAFA
La Zones COSAFA des qualifications pour la Coupe d'Afrique des Nations U-20 début le 7 octobre au 16 octobre 2022 En Eswatini.
Toutes les heures sont locales,
 heure normale de l'Afrique du Sud, SAST (UTC+2).

### Phases de groupe
La phase de groupes se déroulée en 3 groupes sous forme de à la ronde, où les vainqueurs des groupes et un du deuxième meilleur des trois groupes  se qualifient pour les demi-finales. 

#### Groupe A
| Rang | Équipe   | Pts | J | G | N | P | Bp | Bc | Diff |
| ---- | -------- | --- | - | - | - | - | -- | -- | ---- |
| 1    | Zambie   | 9   | 3 | 3 | 0 | 0 | 6  | 0  | +6   |
| 2    | Eswatini | 6   | 3 | 2 | 0 | 1 | 9  | 3  | +6   |
| 3    | Botswana | 3   | 3 | 1 | 0 | 2 | 2  | 3  | -1   |
| 4    | Maurice  | 0   | 3 | 0 | 0 | 3 | 0  | 11 | -11  |

| 7 octobre 2022 | Zambie                              | 3–0 | Maurice | Somhlolo National Stadium, Lobamba   |                                      |
| 12:00 (UTC+2)  | Chipyoka 20e (pen.) Ng'ambi 81e 90e |     |         | Arbitrage : Antonio Dungula (Angola) | Arbitrage : Antonio Dungula (Angola) |

| 7 octobre 2022 | Eswatini                         | 2–1 | Botswana        | Somhlolo National Stadium, Lobamba |                                   |
| 15:30 (UTC+2)  | Mosweunyane 14e (csc) Mabuza 90e |     | Mosweunyane 30e | Arbitrage : Osiase Koto (Lesotho)  | Arbitrage : Osiase Koto (Lesotho) |

| 9 octobre 2022 | Botswana     | 1–0 | Maurice | Somhlolo National Stadium, Lobamba     |                                        |
| 12:00 (UTC+2)  | Motsheja 26e |     |         | Arbitrage : Artur Alfinar (Mozambique) | Arbitrage : Artur Alfinar (Mozambique) |

| 9 octobre 2022 | Eswatini | 0–2 | Zambie                 | Somhlolo National Stadium, Lobamba    |                                       |
| 15:30 (UTC+2)  |          |     | Mukosha 38e Mutale 67e | Arbitrage : Wilhem Haitembu (Namibie) | Arbitrage : Wilhem Haitembu (Namibie) |

| 11 octobre 2022 | Zambie      | 1–0 | Botswana | en:Mavuso Sports Centre, Manzini             |                                              |
| 15:30 (UTC+2)   | Mutandwa 3e |     |          | Arbitrage : Akhona Makalima (Afrique du Sud) | Arbitrage : Akhona Makalima (Afrique du Sud) |

| 11 octobre 2022 | Eswatini                                                | 7–0 | Maurice | Somhlolo National Stadium, Lobamba        |                                           |
| 15:30 (UTC+2)   | M. Nkambule 4e 6e 40e 55e Philiso 15e 90+5e Khumalo 80e |     |         | Arbitrage : Attoumani El Fachad (Comores) | Arbitrage : Attoumani El Fachad (Comores) |

#### Groupe B
| Rang | Équipe     | Pts | J | G | N | P | Bp | Bc | Diff |
| ---- | ---------- | --- | - | - | - | - | -- | -- | ---- |
| 1    | Mozambique | 9   | 3 | 3 | 0 | 0 | 8  | 2  | +6   |
| 2    | Angola     | 6   | 3 | 2 | 0 | 1 | 13 | 2  | +11  |
| 3    | Lesotho    | 3   | 3 | 1 | 0 | 2 | 2  | 7  | -5   |
| 4    | Seychelles | 0   | 3 | 0 | 0 | 3 | 2  | 14 | -12  |

| 8 octobre 2022 | Angola                                                 | 5–0 | Lesotho | Mavuso Sports Centre, Manzini                |                                              |
| 12:00 (UTC+2)  | Inácio 27e 42e Vidal 28e Makokisa 43e Lopes 80e (pen.) |     |         | Arbitrage : Akhona Makalima (Afrique du Sud) | Arbitrage : Akhona Makalima (Afrique du Sud) |

| 8 octobre 2022 | Mozambique                                          | 5–1 | Seychelles     | Mavuso Sports Centre, Manzini             |                                           |
| 15:30 (UTC+2)  | Sumbane 14e Alfandega 46e Munhave 56e Ramos 79e 82e |     | Nourrice 90+3e | Arbitrage : Attoumani El Fachad (Comores) | Arbitrage : Attoumani El Fachad (Comores) |

| 10 octobre 2022 | Seychelles | 0–1 | Lesotho     | Somhlolo National Stadium, Lobamba |                                  |
| 12:00 (UTC+2)   |            |     | Maieane 85e | Arbitrage : Gift Chicco (Malawi)   | Arbitrage : Gift Chicco (Malawi) |

| 10 octobre 2022 | Mozambique    | 1–0 | Angola | Somhlolo National Stadium, Lobamba      |                                         |
| 15:30 (UTC+2)   | Alfandega 66e |     |        | Arbitrage : Keabetswe Dintwa (Botswana) | Arbitrage : Keabetswe Dintwa (Botswana) |

| 12 octobre 2022 | Mozambique             | 2–1 | Lesotho     | Somhlolo National Stadium, Lobamba   |                                      |
| 12:00 (UTC+2)   | Munhave 35e Zavala 56e |     | Tsibela 66e | Arbitrage : Antonio Dungula (Angola) | Arbitrage : Antonio Dungula (Angola) |

| 12 octobre 2022 | Angola                                                            | 8–1 | Seychelles              | Mavuso Sports Centre, Manzini            |                                          |
| 12:00 (UTC+2)   | Brito 10e 58e Calhão 24e Makokisa 28e 34e 51e Paxe 30e Borges 77e |     | Raheriniaina 48e (pen.) | Arbitrage : Celumusa Siphepho (Eswatini) | Arbitrage : Celumusa Siphepho (Eswatini) |

#### Groupe C
| Rang | Équipe         | Pts | J | G | N | P | Bp | Bc | Diff |
| ---- | -------------- | --- | - | - | - | - | -- | -- | ---- |
| 1    | Afrique du Sud | 6   | 3 | 2 | 0 | 1 | 9  | 4  | +5   |
| 2    | Malawi         | 6   | 3 | 2 | 0 | 1 | 7  | 4  | +3   |
| 3    | Comores        | 6   | 3 | 2 | 0 | 1 | 3  | 4  | -1   |
| 4    | Namibie        | 0   | 3 | 0 | 0 | 3 | 4  | 11 | -7   |

| 8 octobre 2022 | Afrique du Sud | 0–2 | Malawi                    | Somhlolo National Stadium, Lobamba      |                                         |
| 12:00 (UTC+2)  |                |     | Mkandawire 26e Mphasi 67e | Arbitrage : Keabetswe Dintwa (Botswana) | Arbitrage : Keabetswe Dintwa (Botswana) |

| 8 octobre 2022 | Namibie | 0–1 | Comores       | Somhlolo National Stadium, Lobamba     |                                        |
| 15:30 (UTC+2)  |         |     | Younousse 87e | Arbitrage : Keren Yocette (Seychelles) | Arbitrage : Keren Yocette (Seychelles) |

| 10 octobre 2022 | Comores                     | 2–0 | Malawi | Mavuso Sports Centre, Manzini     |                                   |
| 12:00 (UTC+2)   | Said 36e (pen.) Betombo 83e |     |        | Arbitrage : Osiase Koto (Lesotho) | Arbitrage : Osiase Koto (Lesotho) |

| 10 octobre 2022 | Namibie                | 2–5 | Afrique du Sud                                    | Mavuso Sports Centre, Manzini            |                                          |
| 15:30 (UTC+2)   | van Wyk 1re Doeseb 30e |     | Duba 17e Andries 46e 54e Daniels 88e Ratomo 90+2e | Arbitrage : Celumusa Siphepho (Eswatini) | Arbitrage : Celumusa Siphepho (Eswatini) |

| 12 octobre 2022 | Afrique du Sud                               | 4–0 | Comores | Mavuso Sports Centre, Manzini    |                                  |
| 15:30 (UTC+2)   | Manku 24e Nkota 42e Dithejane 68e Ratomo 87e |     |         | Arbitrage : Gift Chicco (Malawi) | Arbitrage : Gift Chicco (Malawi) |

| 12 octobre 2022 | Namibie             | 2–5 | Malawi                                                  | Somhlolo National Stadium, Lobamba     |                                        |
| 15:30 (UTC+2)   | Stern 62e Prins 65e |     | Salima 11e 40e (pen.) Mphasi 49e Mapemba 53e Saviel 83e | Arbitrage : Artur Alfinar (Mozambique) | Arbitrage : Artur Alfinar (Mozambique) |

#### Meilleurs deuxièmes

##### Classement
Trois équipes classées deuxièmes de leur poule sont repêchées pour compléter le tableau quart de finale. Pour désigner les 2 meilleurs deuxièmes, un classement est effectué en comparant les résultats dans leur groupe respectif de chacune des équipes :
Règles de départage :
1. Plus grand nombre de points obtenus ;
2. Meilleure différence de buts ;
3. Plus grand nombre de buts marqués ;
4. Classement du fair-play (deux cartons jaunes dans le même match ou un carton rouge direct équivalent à -3 points, et un carton jaune à -1 point)

| Rang | Équipe   | Pts | J | G | N | P | Bp | Bc | Diff |
| ---- | -------- | --- | - | - | - | - | -- | -- | ---- |
| 1    | Angola   | 6   | 3 | 2 | 0 | 1 | 13 | 2  | +11  |
| 2    | Eswatini | 6   | 3 | 2 | 0 | 1 | 9  | 3  | +6   |
| 3    | Malawi   | 6   | 3 | 2 | 0 | 1 | 7  | 4  | +3   |

     Équipe qualifiée en tant que meilleure 2e.

### Tableau final
|  | Demi-finales                                | Demi-finales                                | Demi-finales                                | Demi-finales                                |                               |            | Finale                                      | Finale                                      | Finale                                      | Finale                                      |
|  |                                             |                                             |                                             |                                             |                               |            |                                             |                                             |                                             |                                             |
|  | 14 octobre 2022, Somhlolo National Stadium, | 14 octobre 2022, Somhlolo National Stadium, | 14 octobre 2022, Somhlolo National Stadium, | 14 octobre 2022, Somhlolo National Stadium, |                               |            | 16 octobre 2022, Somhlolo National Stadium, | 16 octobre 2022, Somhlolo National Stadium, | 16 octobre 2022, Somhlolo National Stadium, | 16 octobre 2022, Somhlolo National Stadium, |
|  | Mozambique                                  | Mozambique                                  | 2                                           | 2                                           |                               |            | 16 octobre 2022, Somhlolo National Stadium, | 16 octobre 2022, Somhlolo National Stadium, | 16 octobre 2022, Somhlolo National Stadium, | 16 octobre 2022, Somhlolo National Stadium, |
|  | Mozambique                                  | Mozambique                                  | 2                                           | 2                                           |                               |            | 16 octobre 2022, Somhlolo National Stadium, | 16 octobre 2022, Somhlolo National Stadium, | 16 octobre 2022, Somhlolo National Stadium, | 16 octobre 2022, Somhlolo National Stadium, |
|  | Afrique du Sud                              | Afrique du Sud                              | 1                                           | 1                                           |                               |            | 16 octobre 2022, Somhlolo National Stadium, | 16 octobre 2022, Somhlolo National Stadium, | 16 octobre 2022, Somhlolo National Stadium, | 16 octobre 2022, Somhlolo National Stadium, |
|  | Afrique du Sud                              | Afrique du Sud                              | 1                                           | 1                                           | Mozambique                    | Mozambique | 0                                           | 0                                           |                                             |                                             |
|  | 14 octobre 2022, Somhlolo National Stadium, |                                             |                                             |                                             | Mozambique                    | Mozambique | 0                                           | 0                                           |                                             |                                             |
|  |                                             |                                             | Zambie                                      | Zambie                                      | 1                             | 1          |                                             |                                             |                                             |                                             |
|  | Angola                                      | Angola                                      | Zambie                                      | Zambie                                      | 1                             | 1          | 1 (2)                                       | 1 (2)                                       |                                             |                                             |
|  | Angola                                      | Angola                                      |                                             |                                             |                               |            |                                             | 1 (2)                                       |                                             |                                             |
|  | Zambie                                      | Zambie                                      | 1 (3)                                       | 1 (3)                                       |                               |            |                                             |                                             |                                             |                                             |
|  | Zambie                                      | Zambie                                      | 1 (3)                                       | 1 (3)                                       | Match pour la troisième place |            |                                             |                                             |                                             |                                             |
|  |                                             |                                             |                                             |                                             |                               |            |                                             |                                             |                                             |                                             |
|  | 16 octobre 2022, Somhlolo National Stadium, |                                             |                                             |                                             |                               |            |                                             |                                             |                                             |                                             |
|  | Angola                                      | Angola                                      | (1) 2                                       | (1) 2                                       |                               |            |                                             |                                             |                                             |                                             |
|  | Angola                                      | Angola                                      | (1) 2                                       | (1) 2                                       |                               |            |                                             |                                             |                                             |                                             |
|  | Afrique du Sud                              | Afrique du Sud                              | (1) 4                                       | (1) 4                                       |                               |            |                                             |                                             |                                             |                                             |
|  | Afrique du Sud                              | Afrique du Sud                              | (1) 4                                       | (1) 4                                       |                               |            |                                             |                                             |                                             |                                             |

#### Demi-finals
| 14 octobre 2022 | Mozambique               | 2–1 | Afrique du Sud | Somhlolo National Stadium, Lobamba   |                                      |
| 12:00 (UTC+2)   | Alfandega 11e Abdala 15e |     | Duba 25e       | Arbitrage : Antonio Dungula (Angola) | Arbitrage : Antonio Dungula (Angola) |

| 14 octobre 2022 | Zambie                      | 1–1             | Angola                            | Somhlolo National Stadium, Lobamba           |                                              |
| 15:30 (UTC+2)   | Chipyoka 41e                |                 | Kali 31e                          | Arbitrage : Akhona Makalima (Afrique du Sud) | Arbitrage : Akhona Makalima (Afrique du Sud) |
| 15:30 (UTC+2)   | Mphande Nsiku Ng'ambi Tembo | Tirs au but 3–2 | Lopes Eusébio Ary Kaipira Kipanda | Arbitrage : Akhona Makalima (Afrique du Sud) | Arbitrage : Akhona Makalima (Afrique du Sud) |

#### 3eplace
| 16 octobre 2022 | Afrique du Sud                   | 1–1             | Angola                   | Somhlolo National Stadium, Lobamba     |                                        |
| 12:00 (UTC+2)   | Nkota 11e                        |                 | Makokisa 15e             | Arbitrage : Artur Alfinar (Mozambique) | Arbitrage : Artur Alfinar (Mozambique) |
| 12:00 (UTC+2)   | Mbutho McCarthy Ratomo Shabalala | Tirs au but 4–2 | Lopes Makokisa Paxe Jota | Arbitrage : Artur Alfinar (Mozambique) | Arbitrage : Artur Alfinar (Mozambique) |

#### Final
| 16 octobre 2022 | Mozambique | 0–1 | Zambie       | Somhlolo National Stadium, Lobamba |                                   |
| 15:30 (UTC+2)   |            |     | Mutandwa 36e | Arbitrage : Osiase Koto (Lesotho)  | Arbitrage : Osiase Koto (Lesotho) |

## Classement des buteurs
5 buts
- Danilson Makokisa

4 buts
- Mukelo Nkambule
- Seydou Traoré
- Samba Diallo

3 buts
- Mohamed Touré
- Divine Teah
- Amady Camara
- Ahmed Ahmed
- Ibrahim Muhammad
- Pape Diallo
- Chaimito Alfandega
- Arthur Nibikora

2 buts
- Déo Bassinga
- Farid Edou
- Harouna Dicko
- Abdel Rachid Zagré
- Ba Lamin Sowe
- Mohamed Bangoura
- Emmanuel Gono
- Marlon Harrison
- Tolulope Ojo
- Ibrahim Yahaya
- Oumar Diouf
- Libasse Ngom
- Momoh Kamara
- Abdelali Hamadi
- João Brito
- Diógenes Inácio
- Boris Gbenou
- Siphephelo Philiso
- Kedir Ali
- Yosef Tarekegn
- Chifundo Mphasi
- Chikumbutso Salima
- Dénio Munhave
- Djwa Ramos
- Momoh Kamara
- Oshwin Andries
- Brenden Duba
- Mohau Nkota
- Relebohile Ratomo
- Agumemboki Felix
- Joseph Loro
- Mohamed Hedi Jertila
- Titus Ssematimba
- Songa Chipyoka
- Kingstone Mutandwa
- Rickson Ng'ambi

1 buts
- Bachirou Assolohan
- Djalilou Ibrahim
- Malick Tonguï
- Nagoro Dao
- Cyriaque Kalou
- Moussa Ky
- Luís Maurício
- Tutucho
- Adama Bojang
- Babucarr Faal
- Alieu Gibba
- Muhammed Jobe
- Mansour Mbye
- Alex Sarfo
- Aboubacar Bah
- Alhassane Camara
- Mohamed Camara
- Mohamed Keita
- Braima Camará
- Janickson da Silva
- Malick Berthé
- Abdou Salam Dembélé
- Youba Koïta
- Sékou Sanogo
- Cheikh Amadou Abou
- Maata Magassa
- Mohamed M'Bareck
- Massoudi Salifou
- Ahmad Abdullahi
- Daniel Daga
- Souleyman Basse
- Pape Diop
- Malick Mbaye
- Mohamed Fofanah
- Mamadou Lamin
- Prince Aldy Soussou Ilendo